# Brian Snitker
Brian Gerald Snitker (né le 17 octobre 1955 à Decatur, Illinois, États-Unis) est le gérant des Braves d'Atlanta de la Ligue majeure de baseball.

## Carrière
Joueur des Privateers de l'université de La Nouvelle-Orléans, Brian Snitker est repêché par les Cubs de Chicago au 25e tour de sélection en 1976, mais ne signe pas de contrat avec le club, choisissant plutôt de retourner à l'école en espérant être repêché plus tôt l'année suivante. Cela ne se produit pas, mais Snitker signe néanmoins en 1977 un premier contrat professionnel avec les Braves d'Atlanta, marquant le début d'une association de 4 décennies avec cette franchise. Snitker, un receveur, joue en ligues mineures avec des clubs affiliés aux Braves durant 4 saisons, de 1977 à 1980. Il atteint le Triple-A pour seulement 6 matchs avec les Braves de Richmond en 1978 et plafonne en 1980 au niveau Double-A avec les Braves de Savannah.
Ayant mis fin à sa carrière de joueur sans atteindre les majeures, Snitker dirige un grand nombre de clubs mineurs affiliés aux Braves. Il est gérant de 10 équipes en 19 ans, de 1982 à 2015, et ce à tous les échelons du baseball mineur. 
Le 3 octobre 2006, le départ de Fredi González, qui quitte le personnel d'instructeurs des Braves d'Atlanta pour accepter le poste de gérant des Marlins de la Floride, ouvre de nouvelles possibilités pour Snitker, qui lui succède au poste d'instructeur de troisième but. Snitker occupe ce poste à Atlanta de la saison 2007 à la saison 2013.  
En décembre 2013, Snitker est nommé gérant des Braves de Gwinnett, le club-école Triple-A du club d'Atlanta dans la Ligue internationale.
Le 17 mai 2016, Atlanta congédie Fredi González (revenu chez les Braves comme gérant en 2011) et confie, par intérim, l'équipe à Brian Snitker. À 60 ans, c'est la première fois qu'il dirige un club du baseball majeur. Il hérite d'une équipe qui sous les ordres de González vient de perdre 28 des 37 premiers matchs de la saison 2016. À son second match le 18 mai 2016, il savoure sa première victoire, sur les Pirates de Pittsburgh. Atlanta remporte 59 victoires contre 65 défaites en 124 matchs dirigés par Snitker en 2016, complétant la saison avec une fiche de 68-93 mais évitant le dernier rang qui lui semblait destiné après un exécrable départ. Après la pause du match des étoiles, les Braves de Snitker ont même une fiche gagnante de 37 victoires et 35 défaites.
Le 11 octobre 2016, les Braves retirent l'intérim confié à Snitker et en font officiellement leur gérant pour la saison 2017.